# صحراء الرمل الكبرى

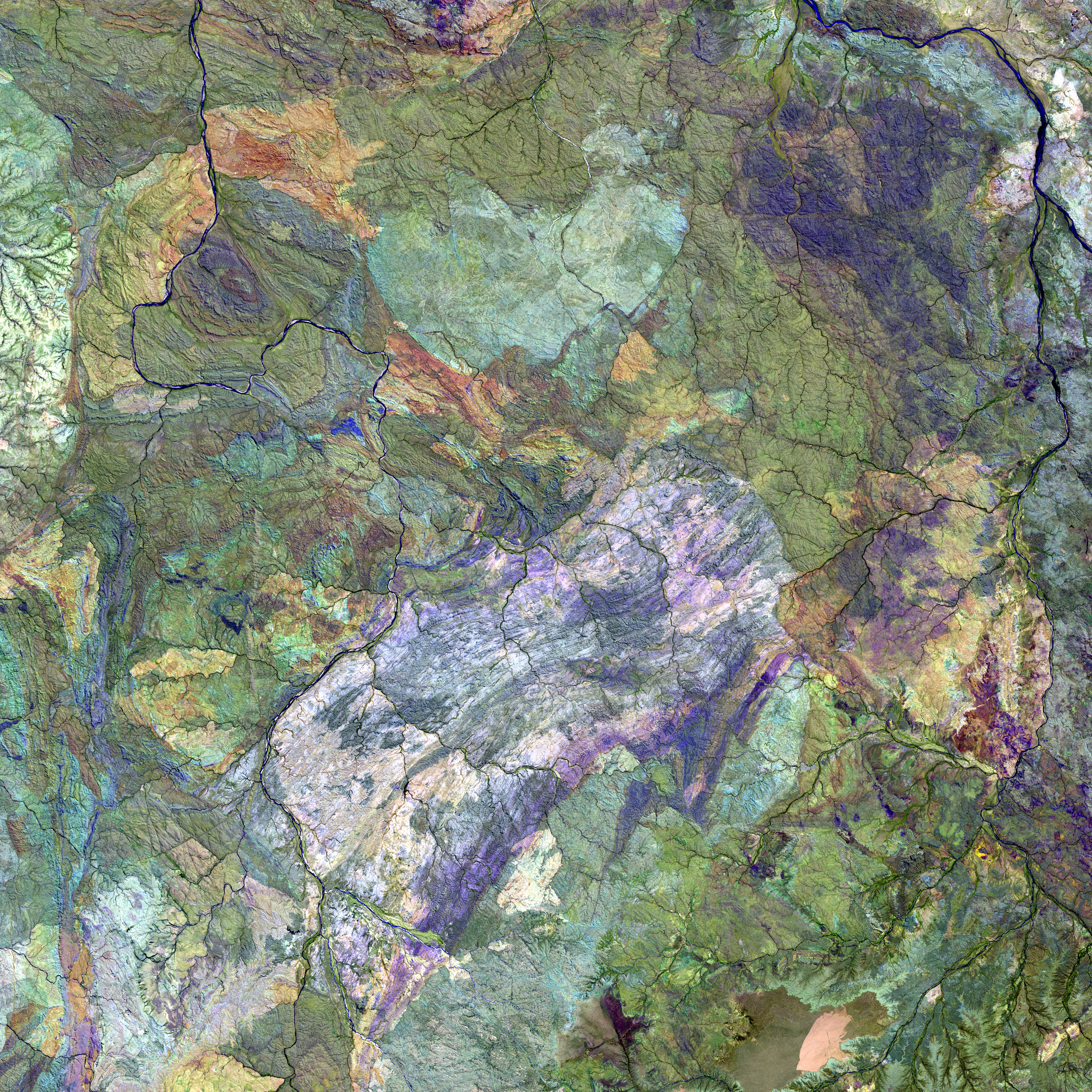
الصحراء

صحراء الرمل الكبرى هي صحراء في أستراليا وهي ثاني أكبر الصحاري فيها بعد صحراء فكتوريا الكبرى حيث تبلغ مساحتها ما يقارب ربع مليون كيلومتر مربع، تقع الصحراء في شمال مقاطعة غرب أستراليا وتشكل مع الصحاري المجاورة مجتمعة ما يعرف بـ الصحراء الغربية، ويبلغ معدل الإمطار في أغلب مناطقها 250 مللتر في السنة وتتراوح حرارتها صيفا من 38 إلى 52 وشتاء من 25 إلى 30.

## المناخ
يظهر الجدول التالي التغييرات المناخية على مدار السنة لصحراء الرمل الكبرى:
| البيانات المناخية لـصحراء الرمل الكبرى | البيانات المناخية لـصحراء الرمل الكبرى | البيانات المناخية لـصحراء الرمل الكبرى | البيانات المناخية لـصحراء الرمل الكبرى | البيانات المناخية لـصحراء الرمل الكبرى | البيانات المناخية لـصحراء الرمل الكبرى | البيانات المناخية لـصحراء الرمل الكبرى | البيانات المناخية لـصحراء الرمل الكبرى | البيانات المناخية لـصحراء الرمل الكبرى | البيانات المناخية لـصحراء الرمل الكبرى | البيانات المناخية لـصحراء الرمل الكبرى | البيانات المناخية لـصحراء الرمل الكبرى | البيانات المناخية لـصحراء الرمل الكبرى | البيانات المناخية لـصحراء الرمل الكبرى |
| الشهر                                  | يناير                                  | فبراير                                 | مارس                                   | أبريل                                  | مايو                                   | يونيو                                  | يوليو                                  | أغسطس                                  | سبتمبر                                 | أكتوبر                                 | نوفمبر                                 | ديسمبر                                 | المعدل السنوي                          |
| -------------------------------------- | -------------------------------------- | -------------------------------------- | -------------------------------------- | -------------------------------------- | -------------------------------------- | -------------------------------------- | -------------------------------------- | -------------------------------------- | -------------------------------------- | -------------------------------------- | -------------------------------------- | -------------------------------------- | -------------------------------------- |
| الدرجة القصوى °م (°ف)                  | 48.1 (118.6)                           | 47.1 (116.8)                           | 45.1 (113.2)                           | 41.2 (106.2)                           | 38.0 (100.4)                           | 33.9 (93.0)                            | 33.4 (92.1)                            | 36.0 (96.8)                            | 41.3 (106.3)                           | 44.1 (111.4)                           | 46.0 (114.8)                           | 47.5 (117.5)                           | 48.1 (118.6)                           |
| متوسط درجة الحرارة الكبرى °م (°ف)      | 40.6 (105.1)                           | 38.6 (101.5)                           | 37.3 (99.1)                            | 34.5 (94.1)                            | 29.1 (84.4)                            | 25.3 (77.5)                            | 25.3 (77.5)                            | 28.4 (83.1)                            | 32.7 (90.9)                            | 37.0 (98.6)                            | 39.4 (102.9)                           | 40.2 (104.4)                           | 34.0 (93.2)                            |
| متوسط درجة الحرارة الصغرى °م (°ف)      | 26.0 (78.8)                            | 25.4 (77.7)                            | 23.9 (75.0)                            | 20.6 (69.1)                            | 15.3 (59.5)                            | 11.9 (53.4)                            | 10.6 (51.1)                            | 12.5 (54.5)                            | 16.5 (61.7)                            | 20.8 (69.4)                            | 23.4 (74.1)                            | 25.4 (77.7)                            | 19.4 (66.9)                            |
| أدنى درجة حرارة °م (°ف)                | 17.2 (63.0)                            | 17.7 (63.9)                            | 14.4 (57.9)                            | 11.5 (52.7)                            | 5.6 (42.1)                             | 2.1 (35.8)                             | 3.0 (37.4)                             | 2.5 (36.5)                             | 6.2 (43.2)                             | 10.5 (50.9)                            | 13.0 (55.4)                            | 16.5 (61.7)                            | 2.1 (35.8)                             |
| معدل هطول الأمطار مم (إنش)             | 49.1 (1.93)                            | 102.7 (4.04)                           | 77.3 (3.04)                            | 20.0 (0.79)                            | 18.5 (0.73)                            | 12.1 (0.48)                            | 13.2 (0.52)                            | 5.4 (0.21)                             | 2.5 (0.10)                             | 2.9 (0.11)                             | 16.5 (0.65)                            | 46.9 (1.85)                            | 370.4 (14.58)                          |
| متوسط أيام هطول الأمطار                | 7.5                                    | 8.7                                    | 5.9                                    | 2.8                                    | 2.7                                    | 2.8                                    | 1.5                                    | 1.1                                    | 0.8                                    | 1.1                                    | 2.4                                    | 5.3                                    | 42.6                                   |
| المصدر: Bureau of Meteorology          |                                        |                                        |                                        |                                        |                                        |                                        |                                        |                                        |                                        |                                        |                                        |                                        |                                        |